# Naczków
Naczków [pronunciación en polaco: /ˈnat͡ʂkuf/] es un pueblo ubicado en el distrito administrativo de Gmina Pakosławice, dentro del Condado de Nysa, Voivodato de Opole, en el sur de Polonia occidental. Se encuentra aproximadamente a 3 kilómetros al noroeste de Pakosławice, a 9 kilómetros al norte de Nysa, y a 46 kilómetros al oeste de la capital regional Opole.
Antes de 1945, el área fue parte de Alemania.